# Semiplotus
Semiplotus es un género de peces de la familia Cyprinidae y de la orden de los Cypriniformes.

## Especies
- Semiplotus cirrhosus B. L. Chaudhuri, 1919
- Semiplotus manipurensis Vishwanath & Kosygin, 2000
- Semiplotus modestus F. Day, 1870

- Datos: Q6424964
- Multimedia: Semiplotus / Q6424964
- Especies: Semiplotus